# Takayama (Nagano)
Takayama (高山村 Takayama-mura?) es una villa en la prefectura de Nagano, Japón, localizada en la parte central de la isla de Honshū, en la región de Chūbu. El 1 de marzo de 2021 tenía una población estimada de 6522 habitantes y una densidad de población de 66 personas por km².

## Geografía
Takayama se encuentra en el noreste de la prefectura de Nagano, limita al este con la prefectura de Gunma. La villa está ubicada en una zona montañosa e incluye parte del monte Kitahotaka dentro de sus fronteras.

## Historia
El área actual de Takayama era parte de la antigua provincia de Shinano. Se han encontrado numerosas ruinas del período Jōmon, el período Kofun y los períodos Nara y Heian, lo que indica un asentamiento continuo durante miles de años. Durante el período Edo, gran parte del área era un enclave del dominio Hamada de la provincia de Iwami o territorio tenryō bajo el control directo del shogunato Tokugawa. Las aldeas de Takai y Yamada se establecieron el 1 de abril de 1889 mediante el establecimiento del sistema moderno de municipios. Las dos villas se fusionaron el 30 de septiembre de 1956 para formar Takayama.

## Demografía
Según los datos del censo japonés, la población de Takayama se ha mantenido bastante estable en los últimos 50 años.
| Gráfica de evolución demográfica de Takayama entre 1940 y 2015 |
|                                                                |
| Oficina de Estadísticas de Japón                               |